# جاش آچیمپونگ
جاش آچیمپونگ (انگلیسی: Josh Acheampong؛ زادهٔ ۵ مهٔ ۲۰۰۶) بازیکن فوتبال اهل انگلستان است که در پست دفاع راست برای باشگاه فوتبال چلسی در لیگ برتر فوتبال انگلستان بازی می‌کند.
از باشگاه‌هایی که در آن بازی کرده است می‌توان به باشگاه فوتبال چلسی اشاره کرد.
وی همچنین در تیم‌های ملی فوتبال زیر ۱۶ سال انگلستان، زیر ۱۷ سال انگلستان و زیر ۱۸ سال انگلستان بازی کرده است.

## افتخارات
چلسی
- لیگ کنفرانس اروپا: ۲۰۲۴–۲۵[۳]
- جام جهانی باشگاه‌ها: ۲۰۲۵[۴]